# Euphorbia virosa

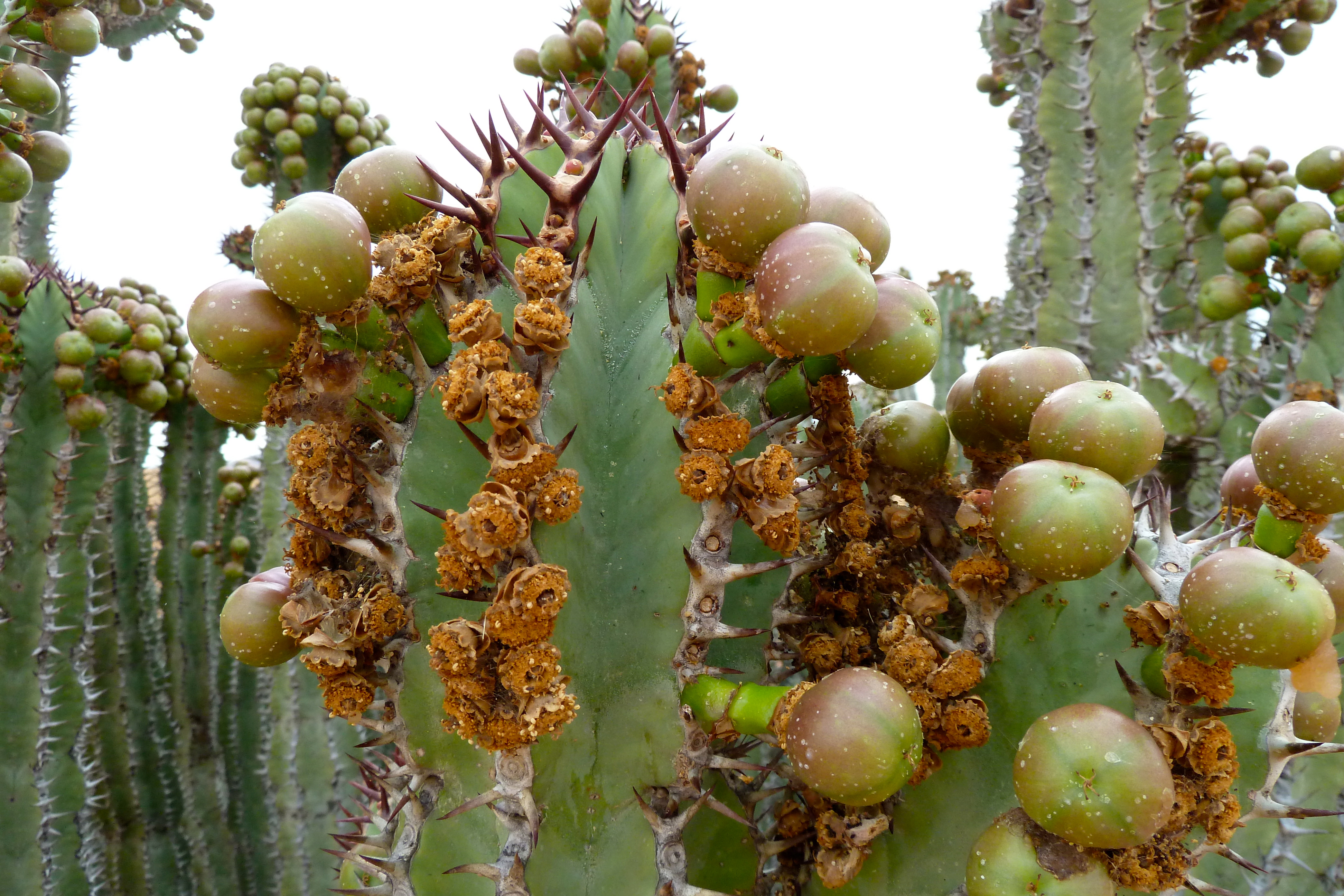
Nahaufnahme Euphorbia virosa nahe Solitaire am Rand des Namib-Naukluft Parks

Euphorbia virosa ist eine Pflanzenart aus der Gattung Wolfsmilch (Euphorbia) in der Familie der Wolfsmilchgewächse (Euphorbiaceae).

## Beschreibung
Die sukkulente Euphorbia virosa bildet Sträucher bis 3 Meter Höhe und 3 Meter Durchmesser aus. Über dem kurzen Hauptstamm verzweigen sich die Pflanzen stark. Die wenig verzweigten Triebe sind fünf- bis achtkantig und sind durch Einschnürungen in Segmente aufgegliedert. An den scharfen Kanten sind sie mit buchtigen Zähnen versehen. Die Dornschildchen sind zu einem Hornrand verwachsen. Die Dornen werden bis 1 Zentimeter lang.
Der Blütenstand besteht aus einzelnen und einfachen Cymen, die nahezu sitzend sind. Das Cyathium erreicht bis 1 Zentimeter im Durchmesser. Die elliptischen Nektardrüsen sind gelb gefärbt und berühren sich. Die kugelförmige Frucht wird etwa 1,5 Zentimeter groß und ist mehr oder weniger fleischig. Zur Reife hin verhärtet sich die mehr oder weniger sitzende Frucht. Der kugelförmige Samen wir 5 Millimeter groß und besitzt auf der Oberfläche kleine Runzeln.

## Verbreitung und Systematik
Euphorbia virosa ist in Angola, Namibia und Südafrika verbreitet.
Die Erstbeschreibung der Art erfolgte 1799 durch Carl Ludwig Willdenow.
Es werden folgende Unterarten unterschieden:
- Euphorbia virosa ssp. arenicola L.C.Leach (1971); im Unterschied zur Stammart werden bleiben die Pflanzen kleine als 1 Meter, haben ausgebreitete und niederliegende Triebe, die Cymen sind oft 2-fach gegabelt und die Blütenstandstiele kürzer. Die Verbreitung der Unterart ist im südlichen Angola in sandiger Küstenwüste.
- Euphorbia virosa ssp. virosa Die Verbreitung der Unterart ist im südlichen Angola, in Namibia und im Norden von Südafrika auf felsigen Hügeln. Als Synonyme gelten Euphorbia bellica Hiern (1900), Euphorbia dinteri A.Berger (1906), Euphorbia virosa fa. caespitosa H.Jacobsen (1955) und Euphorbia virosa fa. striata H.Jacobsen (1955).